# Xã Riverside, Quận Fremont, Iowa
Xã Riverside (tiếng Anh: Riverside Township) là một xã thuộc quận Fremont, tiểu bang Iowa, Hoa Kỳ. Năm 2010, dân số của xã này là 313 người.